# Hilla Vidor

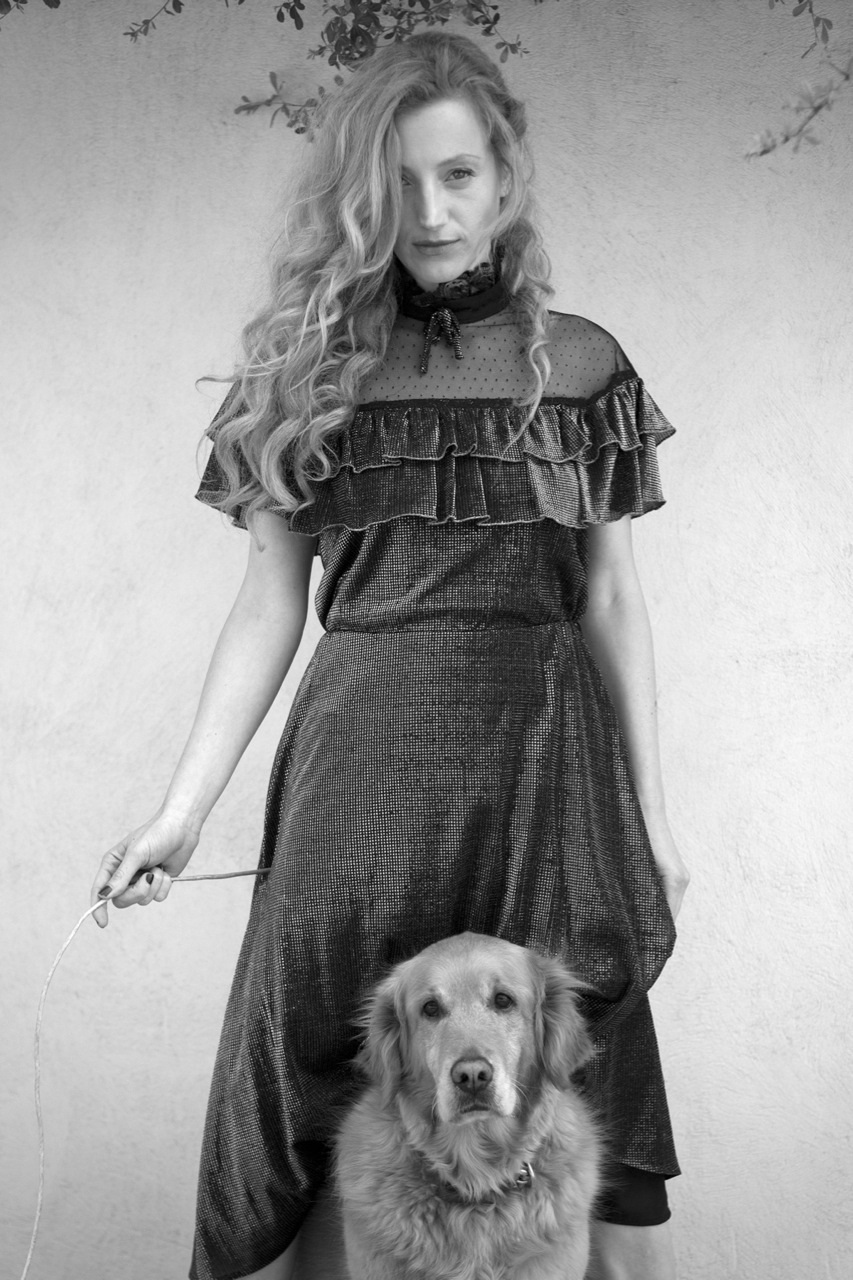

Hilla Vidor (en hébreu:הילה וידור), née le 20 octobre 1975 à Rishon LeZion, est une actrice israélienne.

## Biographie
Hilla Vidor naquit et passa ses premières années à Bat Yam. À 10 ans elle déménagea avec sa famille à Rishon LeZion au quartier Pueblo Español. Bien qu'élève dotée, à la suite des difficultés économiques de la famille, elle abandonna assez tôt l'école et aussi le domicile des parents pour aller vivre avec sa grand-mère bien-aimée, Adéla, à Jaffa.
Elle rêvait alors devenir une créatrice de mode et se prépara pour entrer à l'École de mode. Cependant elle travailla comme mannequin pour l'agence de Betty Rokawi.
La préparation pour une audition la fit changer d'avis et se décider pour la carrière théâtrale.
Au début elle s'inscrivit au cours de jeu sous la caméra, dirigé par Ruth Daiches. Au bout d'un an elle entra au Studio de théâtre de Yoram Levinstein à Tel Aviv (1999-2001). Cependant elle fut distribuée comme actrice invitée dans les séries de TV Florentine et Bourganim (Bourgeois) et dans le film Mars tourki(Mars turque).
Au studio elle joua, dans une adaptation hébraïque de Roméo et Juliette de Shakespeare, le rôle de Juliette.
En se remarquant à cette occasion, elle fut invitée à une audition au Théâtre national Habima de Tel Aviv et fut sélectionnée pour le rôle d'Adela dans le drame La Maison de Bernarda Alba de Garcia Lorca. Elle joua à côté des grandes dames de la scène hébraïque, Gila Almagor et Lea Koenig. Ensuite elle joua aussi a Habima dans Three Tall Women de Edward Albee avec Lea Koenig et de Tatiana Kanelis-Oliar.
En 2003 elle participa au rôle de la pilote navigatrice Alex à la série TV Knafaiym(Ailes) sur 
la Première Chaîne d'Israël. La même année elle joua dans la pièce de Goren Agmon, Khatul Rekhov (Chat de rue), aussi, avec Guy Zuarez dans Libres sont les Papillons par Leonard Gershe et dans un spectacle pour enfants Massa leyaar hamishalot (Voyage dans la forêt des questions) écrit et réalisé par elle-même avec la collaboration d'Amir Schreiber.
En 2006 Vidor joua des rôles de lesbiennes dans le film de Yuval Sheferman Hadvarim chemeakhorey Hachemech (Les choses derrière le soleil) et dans la "telenovela" Yeladot raot (Fillettes mauvaises). Au théâtre, elle apparut dans Tape de Stephen Belber aux côtés de Zohar Strauss et Ohad Knoller.
Pour deux autres performances théâtrales au Habima — le rôle de Kitty dans Anna Karénine d'après Tolstoï à côté de Yevguenia Doudina et dans Sonate d'automne d'après Ingmar Bergman — Hilla Vidor reçut le prix Ora Goldenberg pour jeunes actrices, décerné par le théâtre national. 
En 2008 presta un rôle dans la série TV Hamicha gvarim vekhatouna (Cinq hommes et une noce). La même année suivit un autre cours de jeu au cinéma chez Eran Pesakh.
Sa dernière prestation au théâtre Habima, au cadre d'un projet commun avec le Théâtre contemporain de Wroclaw fut en 2009 dans la pièce "Tykocin- Bat Yam" d'après Paweł Demirski, mise en scène en Israël et en Pologne par le Polonais Michal Zadara
Après neuf ans à Habima, Hilla Vidor alla travailler principalement dans des productions de cinéma et de télévision : le film Raglaiym karot (Pieds froids) d'après le livre de Ouri Adelman, une apparition comme invitée dans la série Cherout khadarim (Service de chambre), dans l'émission satirique 15 minutes (2010), le court-métrage Ezra richona (Premier secours) qui candida, dans sa catégorie, au Festival de Cannes et fut honoré avec le Prix Volguine au Festival international du film de Jérusalem.(2010)
En 2011 elle joua dans la comédie cinématographique Salsa Tel Aviv, puis dans le drame Lean chèat nossáat qui obtint le Prix du meilleur drame au Festival international du film de Haïfa. En 2012 suivirent les séries TV Katmandou et Tel aviviot (Les Tel Aviviennes), le rôle principal du film Levaya batsohorayim (Funerailles à midi) d'après le livre de Yechahayou Koren, enfin le film court "Ocher atouf bismikha (Bonheur sous couverture)
En 2013, elle joua dans la série Hostages, Bnei Aruba de son nom d'origine, aux côtés de Yair Lotan et Ayelet Zurer. Hostages est une série télévisée israélienne créée par Omri Givon et Rotem Shamir. Cette série fut diffusée sur Canal+ en France et en Suisse à partir de mars 2014. Elle interprète le rôle d'Ella, jeune mercenaire, prenant en otage une chirurgienne renommée ainsi que sa famille, dans le but de tuer le premier ministre israélien lors de son intervention chirurgicale.

## Filmographie
- 2024 : Marie (Mary) de D. J. Caruso : Anne